# Antemiol
Antemiol, en llatí Anthemiolus, (mort l'any 471) era fill de l'emperador romà d'Occident Procopi Antemi (467-472) i de Màrcia Eufèmia, filla de l'emperador romà d'Orient Marcià. El seu nom significa "petit Antemi" un diminutiu del nom del seu pare, Antemi, que servia per distingir-los.
Només es coneix la seva vida a través de la Chronica Gallica de l'any 511. Va ser enviat pel seu pare a la Gàl·lia amb un poderós exèrcit, acompanyat de tres generals, Torisari, Everding i Hermià, per oposar-se als visigots que ocupaven Provença i amenaçaven de conquerir l'Alvèrnia. Van ser derrotats pel rei visigot Euric prop d'Arle i els quatre van perdre la vida. La Chronica, a l'entrada 649, diu:
| « | Antimolus a patre Anthemio imperatore cum Thorisario, Everdingo et Hermiano com. stabuli Arelate directus est, quibus rex Euricus trans Rhodanum occurrit occisisque ducibus omnia vastavit (Antimolus va ser enviat pel seu pare, l'emperador Antemi, a Arles, amb Torisari, Everding i Hermià, comes. El rei Euric els va trobar vora el Roine i, després d'haver-los mort, ho va devastar tot.) | » |

Segons la Chronica Gallica, els fets van passar entre l'accés al poder d'Euric el 467 i la guerra entre Procopi Antemi i Ricimer el 471-472. Probablement es pot concretar més, i datar-ho durant el període en què se sap que Procopi Antemi havia organitzat una força concertada per expulsar els visigots de la Gàl·lia entre el 468 i el 471, en un moment en què un exèrcit dirigit pel britànic Riothamus va ser derrotat prop de Déols. Podria ser que l'exèrcit d'Antemiol fos enviat a reforçar Riothamus i que Euric derrotés les forces conjuntes, probablement e 470 o el 471.